# Лавлейс, Ричард
Ричард Лавлейс (англ. Richard Lovelace; 9 декабря 1617, Вулвич —1657, Лондон) — английский поэт. Представитель поэтической школы «поэтов-кавалеров». Участник Английской гражданской войны.

## Биография
Родился во влиятельном кентском семействе. Его отец был крупным землевладельцем, был убит в Испании при осаде Грунло (1627) в ходе Восьмидесятилетней войны. Брат Фрэнсиса Лавлейса, ставшего вторым губернатором провинции Нью-Йорк.
Получил образование в школе Чартерхаус и Оксфордском университете. Позиционировал себя кавалером. В студенческие годы Лавлейс написал популярную комедии «Школяр». По окончании обучения, благодаря ходатайству одной придворной дамы, на которую он произвёл впечатление как «очень любезный и красивый молодой человек с врожденной скромностью, достоинством и изысканным поведением», получил звание магистра искусств. После жил то в Лондоне, то в Кенте, то простым солдатом участвовал в Шотландских кампаниях 1639—1640 гг.
В 1642 году был избран кавалерами графства Кент представителем в Палату Общин, он представил ходатайство о «восстановлении епископата, литургии и будних молитв» и, будучи верным сторонником Карла I, подал в парламент петицию с требованием вернуть короля на престол. Однако его петицию осудили, а самого Лавлейса посадили в тюрьму Гейтхауз в Вестминстере. В тюрьме он написал одно из самых известных своих стихотворений: «Do Altei» («To Althea, from Prison»).
Лавлейс был роялистом, но он дал обещание Парламенту не покидать Лондон, и потому пожертвовал королевской армии коней и оружие. Освобождённый под залог, в 1646 году отправился наёмником во Францию, где был ранен в сражении при Дюнкерке против испанцев.
По возвращении в Англию через два года Лавлейс был снова арестован и посажен в Тауэр, но в 1649 году сумел издать сборник своих стихотворений «Lucasta», «Epodes», «Odes», «Sonnets», «Songs».
Растратив своё состояние на помощь королю и поддержку королевской армии, умер в полной нищете. Вероятно, умер от туберкулёза. Точная дата его смерти неизвестна.
Лавлейса помнят как автора двух изящных и мелодичных стихотворений, входящих во все английские антологии: «К Алтее, из Тюрьмы» и «К Люкасте, уходя на Войну».
Две пьесы Ловеласа (вторая носила название «The Soldier») были утеряны и в настоящее время неизвестны. Посмертный том его стихов был опубликован в 1660 году.